# Frontier (superordinador)
Hewlett Packard Enterprise Frontier, o OLCF-5, és el primer superordinador exaescala del món. Està allotjat a l'Oak Ridge Leadership Computing Facility (OLCF) a Tennessee, Estats Units i va entrar en funcionament el 2022. A December 2023, Frontier és el superordinador més ràpid del món. Es basa en el Cray EX i és el successor de Summit (OLCF-4). Frontier va aconseguir un Rmax d'1,102 exaFLOPS, que són 1,102 quintillons d'operacions de coma flotant per segon, utilitzant CPU i GPU AMD.
Mesurat a 62,86 gigaflops/watt, Frontier va encapçalar la llista Green500 de superordinador més eficient, fins que va ser destronat en eficiència pel superordinador Henri de l'Institut Flatiron el novembre de 2022.

## Disseny
Frontier utilitza 9.472 AMD Epyc 7453s "Trento" 64 core CPUs a 2GHz (606.208 nuclis) i 37.888 GPU Radeon Instinct MI250X (8.335.360 nuclis). Poden realitzar operacions de doble precisió a la mateixa velocitat que la precisió simple.
"Trento" és una CPU EPYC de tercera generació optimitzada ("Milà"), que es basa en la microarquitectura Zen 3.
Ocupa 74 19-polzada (48 cm) armaris bastidor. Cada armari allotja 64 fulles, cadascuna de les quals consta de 2 nodes.
Els blades estan interconnectats mitjançant commutadors de 64 ports HPE Slingshot que proporcionen 12,8 terabits/segon d'amplada de banda. Els grups de fulles estan enllaçats en una topologia de libèl·lula amb un màxim de tres salts entre dos nodes qualsevol. El cablejat és òptic o de coure, personalitzat per minimitzar la longitud del cable. El cablejat total és de 145 km (90 mi). Frontier està refrigerat per líquid, cosa que permet 5 vegades la densitat de les arquitectures refrigerades per aire.
Cada node consta d'una CPU, 4 GPU i 4 terabytes de memòria flash. Cada GPU té 128 GB de RAM soldats.
Frontier té interconnexions coherents entre les CPU i les GPU, cosa que permet accedir de manera coherent a la memòria GPU mitjançant el codi que s'executa a les CPU Epyc.
Frontier utilitza un 75 intern TB/s llegit / 35 TB/s escriptura / 15 sistema d'emmagatzematge flash de mil milions d'IOPS, juntament amb el sistema de fitxers Luster de 700 PB Orion a tot el lloc.
La frontera consumeix 21 megawatts (MW), en comparació amb els 13 MW del seu predecessor Summit.